# 科恩德利
科恩德利（Kondli），是印度德里East县的一个城镇。总人口27983（2001年）。

## 人口
该地2001年总人口27983人，其中男性15693人，女性12290人；0—6岁人口4810人，其中男2598人，女2212人；识字率71.79%，其中男性为78.07%，女性为63.78%。